# Phil Holder
Philip Holder, più conosciuto con il diminutivo Phil Holder (Kilburn, 19 febbraio 1952) è un allenatore di calcio ed ex calciatore inglese, di ruolo centrocampista.

## Carriera

### Giocatore
Tra il 1969 ed il 1971 gioca nelle giovanili del Tottenham, con cui nella stagione 1971-1972 all'età di 19 anni esordisce tra i professionisti, giocando 6 partite nella prima divisione inglese ed una partita in Coppa UEFA, torneo peraltro vinto dagli Spurs. L'anno seguente non gioca invece nessuna partita di campionato, scendendo in compenso in campo in un'ulteriore partita di Coppa UEFA, competizione in cui gioca 4 partite anche nella stagione 1973-1974, una delle quali nella finale di ritorno contro gli olandesi del Feyenoord, risultati poi essere i vincitori del torneo con un punteggio aggregato di 4-2. Sempre in questa stagione gioca poi anche 7 partite di campionato, nelle quali segna anche una rete (la sua unica in complessive 13 partite in questa categoria). Nel febbraio del 1975 lascia poi il Tottenham, trasferendosi al Crystal Palace. Tra il 1975 ed i 1978 gioca complessivamente 112 partite ufficiali con la maglia degli Addicks, 95 delle quali (con 5 reti segnate) in partite di campionato (in terza divisione fino al termine della stagione 1976-1977, in seconda divisione nella stagione 1977-1978).
Dopo aver trascorso l'estate del 1978 giocando nella NASL con i Memphis Rogues (24 presenze ed una rete), torna in patria e tra il 1978 ed il 1980 totalizza complessivamente 58 presenze e 4 reti in quarta divisione con la maglia del Bournemouth, lasciando poi il calcio professionistico al termine della stagione 1979-1980 a causa dei postumi di un grave infortunio al bacino. Gioca in realtà per un'ultima stagione a livello semiprofessionistico, con la maglia dei Tonbridge Angels, per poi dedicarsi alla carriera da allenatore.

### Allenatore
Nel corso degli anni '80 ha lavorato come vice al Crystal Palace. In seguito, tra il 1987 ed il 1990 lavora al Brentford come vice di Steve Perryman; nel settembre del 1990, alle dimissioni di quest'ultimo, Holder viene nominato allenatore del club, prima ad interim e poi dopo breve tempo in pianta stabile. Nella sua prima stagione la squadra, impegnata nel campionato di terza divisione, si qualifica per i play-off, nei quali viene eliminata in semifinale con un punteggio aggregato di 3-2 per mano del Tranmere.
L'anno seguente, grazie anche a sei vittorie nelle ultime sei giornate, le Bees vincono il campionato e conquistano la promozione in seconda divisione, categoria in cui nella stagione seguente il club inizia il campionato in modo positivo, ritrovandosi a fine dicembre in decima posizione ma a soli tre punti dalla zona play-off. Un netto calo di rendimento nella seconda parte della stagione porta però in seguito il Brentford non solo ben lontano dalla zona promozione ma addirittura a retrocedere in terza divisione: tre giorni dopo la fine del campionato, Holder viene esonerato.
Negli anni seguenti lavora nuovamente come vice di Perryman al Watford e, dopo altri anni da vice con altri allenatori (rispettivamente al Southend Utd ed al Reading), in Giappone, nella prima divisione locale, tra il 1999 ed il 2002.

## Palmarès

### Giocatore

#### Competizioni nazionali
- Coppa di Lega inglese: 1

Tottenham: 1972-1973

#### Competizioni internazionali
- Coppa UEFA: 1

Tottenham: 1971-1972
- Coppa di Lega Italo-Inglese: 1

Tottenham: 1971

### Allenatore

#### Competizioni nazionali
- Third Division: 1

Brentford: 1991-1992